# Referendum na Nauru w 2010 roku
Referendum na Nauru w 2010 roku – referendum konstytucyjne na Nauru przeprowadzone 27 lutego 2010. Do głównych proponowanych zmian należało wprowadzenie bezpośrednich wyborów prezydenta. Obywatele opowiedzieli się przeciw zmianom.

## Organizacja referendum
Referendum było ostatnim z etapów procesu zmiany konstytucji wyspy zapoczątkowanego w 2004. W tymże roku rząd prezydenta Ludwiga Scotty’ego powołał stały komitet ds. rewizji konstytucji, który dwa lata później opracował sześciostopniowy plan zmiany ustawy zasadniczej. Pierwszym jego etapem było kampania społeczna mająca na celu zaznajomienie mieszkańców ze sprawą i problemem zmiany prawa. Kolejny etap stanowiła seria 40 publicznych konsultacji w różnych miejscach kraju, w czasie których mieszkańcy mogli zgłaszać swoje wnioski. Powołana Komisja Rewizji Konstytucyjnej dokonała następnie analizy zgromadzonego materiału, a jej rekomendacje stały się przedmiotem debaty specjalnie zwołanej Konwencji Konstytucyjnej, która wypracowała projekty dwóch ustaw w sprawie zmiany konstytucji. Piątym etapem był proces legislacyjny w parlamencie. Projekty dwóch ustaw zostały przedłożone parlamentowi w listopadzie 2008 i po kilku debatach przyjęte jednogłośnie przez izbę 21 sierpnia 2009.
W referendum obywatele decydowali o wyrażeniu zgody na przyjęcie jednej z dwóch ustaw o zmianie konstytucji. Odnosiła się ona do przepisów z 5. rozdziału konstytucji, których zmiana możliwa była wyłącznie na drodze na referendum. Dotyczyła dwóch kwestii, zmiany sposobu wybory prezydenta i wprowadzenia wyborów bezpośrednich w miejsce dotychczasowej elekcji przez parlament oraz rozszerzenia katalogu praw człowieka, m.in. poprzez wpisanie do konstytucji prawa do informacji, prawa do edukacji oraz katalogu praw dziecka. Druga z przyjętych przez parlament ustaw nie wymagała zatwierdzenia w referendum i dotyczyła pozostałych poprawek, jak ustanowienie instytucji Rzecznika Praw Obywatelskich czy wyłączenie przewodniczącego parlamentu ze składu członków izby.
Aby proponowane zmiany weszły w życie, za ich przyjęciem musiało opowiedzieć się co najmniej 2/3 głosujących. W przypadku przyjęcia poprawek w referendum, miały one wejść w życie w dniu kolejnych wyborów powszechnych, przewidzianych na maj lub czerwiec 2011.

## Wyniki
Obywatele zdecydowanie opowiedzieli się przeciw zmianie konstytucji. Spośród 4,4 tys. głosujących prawie 3 tys. zagłosowało przeciw (ok. 68%). Frekwencja wyborcza wyniosła 78%. Władze państwa wyraziły rozczarowanie decyzją obywateli. Oświadczyli, że powodem odrzucenia zmian był strach i niepewność podsycany przez członków parlamentu niepopierających rządzącej administracji.